# All You Want
"All You Want" je četvrti, ujedno i posljednji singl britanske pjevačice Dido s njenog debitantskog albuma No Angel.

## Popis pjesama

### Limitirani britanski CD singl
1. "All You Want" (singl verzija) - 4:03
2. "All You Want" (Divide & Rule Remix) - 7:17
3. "All You Want" (uživo) - 4:13
4. "Christmas Day" - 4:03

### Britanski promotivni CD singl
1. "All You Want" (radio verzija) - 4:03
2. "Christmas Day" - 4:03

### Britanski promotivni CD-R singl
1. "All You Want" (Divide & Rule Radio Edit) - 3:49

### Španjolski promotivni CD singl
1. "All You Want" (radio verzija) - 3:53

### 12" maksi
1. "All You Want" (Divide & Rule Remix) - 7:44
2. "All You Want" (Rio Klein Remix) - 9:06

## Ljestvice
| Ljestvica (2001)       | Najviša pozicija |
| ---------------------- | ---------------- |
| Rusija                 | 8                |
| Ujedinjeno Kraljevstvo | 22               |

## Vanjske poveznice
- Stihovi pjesme "All You Want"